# Бобринский, Алексей Васильевич
Граф Алексе́й Васи́льевич Бо́бринский (1 (13) сентября 1831 — 24 ноября (6 декабря) 1888) — русский общественный деятель из третьей линии рода Бобринских. Егермейстер (1883), московский губернский предводитель дворянства (1875—1883), член Государственного совета (с 1883 года); тайный советник.

## Биография
Сын графа Василия Алексеевича Бобринского от второго брака с Софьей Прокофьевной Соковниной (1812—1869), по линии отца — правнук императрицы Екатерины II. Родители его жили врозь, поэтому воспитывался матерью. Как замечал его друг граф С. Д. Шереметев, в Бобринском «было замечательное сочетание коренного русского человека с утонченным европейцем; из всех Бобринских он один был вполне русским по чувствам, по воспитанию и по связям со старорусскими родами, ревнителями древнего благочестия, Соковниными и Хованскими».
Окончив курс наук в Московском университете со степенью кандидата, 3 февраля 1854 года поступил на службу в государственную канцелярию — младшим помощником экспедитора сверх штата, с производством в коллежские секретари; 24 ноября 1856 года он перешёл на службу в Министерство иностранных дел и был причислен к русской миссии в Лондоне; 1 января 1859 года был пожалован званием камер-юнкера.
В 1869 году был избран дворянством Волоколамского уезда в депутаты дворянства для составления и продолжения дворянских родословных книг Московской губернии; 16 апреля 1872 года был произведён за отличие в коллежские советники. В 1873 году был пожалован чином церемониймейстера, а в январе 1875 года — придворным званием «в должности егермейстера». 14 февраля 1875 года граф Бобринской был избран московским губернским предводителем дворянства и 22 августа того же года пожалован чином действительного статского советника. В 1878 году вторично был избран московским губернским предводителем дворянства.
15 мая 1883 года в день коронования императора Александра III был произведён в тайные советники, пожалован придворным чином егермейстера и назначен членом Государственного совета. По словам его дальнего родственника В. В. Мусина-Пушкина:

Это был крупный, некрасивый человек, но с осанкою и манерами вельможи. Никто так не любил и не умел угощать, как он, и его приезды осенью в Покровское всегда сопровождались целым обозом разной снеди и пития. Он был очень умён и образован и считался выдающимся председателем собраний.— Золотой век русской семьи
Граф Бобринский был человеком разносторонних интересов. В своём имении Бобрики он занимался лесоразведением. В 1881 году на его землях было открыто Бобриковское месторождение угля, с 1883 года начата его добыча. В качестве руководителя Общества акклиматизации животных и растений увлекался зоологией, ботаникой, химией. Слыл также знатоком произведений искусства, нумизматом, собирателем древностей, библиофилом.
С именем А.В.Бобринского связано «Люторическое дело» («Дело люторических крестьян») — один из известнейших политических судебных процессов дореволюционной России.
Скончался в Москве 24 ноября (6 декабря) 1888 года и был похоронен на кладбище Донского монастыря. Могила сохранилась.

## Награды
- Орден Святого Владимира 2-й степени,
- Орден Святой Анны 1-й степени,
- Орден Святого Станислава 1-й степени,
- знак Красного Креста,
- итальянский Орден Святых Маврикия и Лазаря,
- шведский Орден Полярной звезды (командорский крест 1 класса)[4].

## Семья

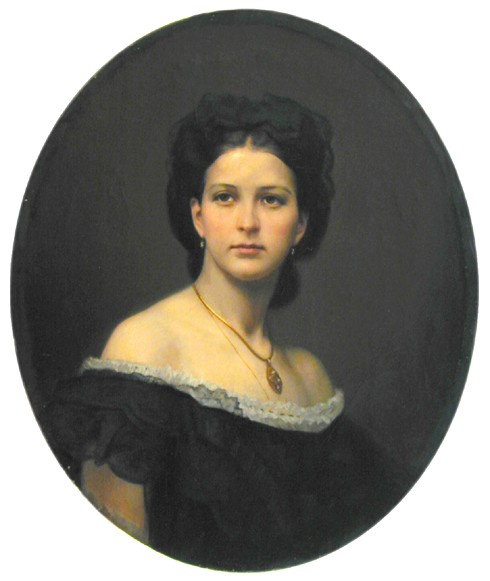
Софья Алексеевна Бобринская

Алексей Васильевич был женат дважды:
1. жена (с апреля 1855 года) — княжна Екатерина Александровна Львова (1834—декабрь 1855), дочь князя Александра Дмитриевича Львова и княжны Марии Андреевны Долгоруковой. По отзыву Ф. И. Тютчева, была «очень хорошенькой, похожа на свою хорошенькую кузину, жену князя Михаила Голицына; у обеих был наивно-глупенький вид, не лишенный прелести». Скончалась в Венеции через несколько месяцев после свадьбы. Похоронена в Москве на кладбище Донского монастыря.
2. жена (с 11 февраля 1859 года)[6] — Софья Алексеевна Шереметева (1842—1871), дочь декабриста Алексея Васильевича Шереметева и Екатерины Сергеевны Шереметевой. С будущем мужем познакомилась на балу в доме М. Н. Муравьева. По словам графа С. Д. Шереметева, молодая графиня Бобринская в полном расцвете чарующей красоты привлекала своей прелестью и простотой[7], она была светлая, вполне русская красавица и не могла не производить впечатления[8]. Ей было присуще удивительное здравомыслие и стойкость убеждений, унаследованные в коренной русской среде. Твердость духа сочетались в ней с кротостью нрава и горячим сердцем[9]. Похоронена в Москве в Донском монастыре. В браке родились:
  - Василий (26.03.1860, Париж — 29.09.1861)[10]
  - Алексей (1861—1938) — первым браком женат на Елизавете Александровне Петерсон[11](ум. 1915), вторым с 1918 года — на Марии Дмитриевне Вакариной (1876—1957)[12]
  - Владимир (1862—1938). Его жена — Анна Бобринская, урожд. Гросс (род. 1887)
    - Их дети: Владимир, Анна (1887–1937; в замуж. Василовская).  Дочь Анны Владимировна — Варвара  Николаевна  Василовская (1926–2006) после смерти родителей воспитывалась своей двоюродной тетей Софьей Петровной Похитоновой, была сотрудницей издательства «Красная Площадь», супругой Михаила  Владимировича Михалкова.  Их — сын Владимир Михайлович Михалков[13][14].

  - Екатерина (1864—1926), фрейлина, с 19 февраля 1886 года[15] супруга князя Петра Дмитриевича Святополк-Мирского (1857—1914)
    - Их дети: Софья Петровна Святополк-Мирская (в замуж. Похитонова; 1887–1978), княжна, фрейлина. В эмиграции с 1920-х годов. После окончания Второй мировой войны вернулась в СССР[16],  Дмитрий Петрович Святополк-Мирский (1890–1939), Алексей Петрович Святополк-Мирский (1894–1920), Ольга Петровна Святополк-Мирская (род. 1899), эмигрировала. Вернулась в СССР, переводчица, работала в Институте истории АН СССР. Благодаря ей вышла книга «Дневник княгини Екатерины Алексеевны Святополк-Мирской за 1904–1905 гг.».[16][17].